# Le Freud inconnu
Le Freud inconnu (titre original en anglais : Why Freud Was Wrong: Sin, Science and Psychoanalysis, soit Pourquoi Freud a tort : Le péché, la science et la psychanalyse) est un livre de Richard Webster paru en 1995. L'auteur critique Sigmund Freud et la psychanalyse, puis développe sa propre théorie de la nature humaine. Webster soutient que Freud est devenu une sorte de messie et que la psychanalyse est une pseudo-science ainsi qu'une continuation déguisée de la tradition judéo-chrétienne. Webster soutient les arguments de Gilbert Ryle contre les philosophies mentalistes dans La notion d'esprit (1949), et critique beaucoup d'auteurs en raison de leur description de Freud et de la psychanalyse.
Constituant l'ouvrage le plus connu de Webster, Le Freud inconnu a été qualifié de  « brillant » et « définitif », mais a également été critiqué pour des raccourcis dans sa démarche de recherche  et pour certains de ses arguments. Il fait partie des Freud Wars, une controverse en cours à propos de la psychanalyse.

## Résumé
Webster soutient que Freud est devenu une sorte de messie et que la psychanalyse est une pseudoscience et une continuation déguisée de la tradition judéo-chrétienne. Il décrit la psychanalyse comme étant « peut-être la pseudo-science la plus complexe et la plus fructueuse » (v. o. perhaps the most complex and successful) de l'histoire, et Freud comme un imposteur qui cherchait à fonder une fausse religion. Cependant, Webster écrit également que « Mon but ultime n'est pas d'humilier Freud ou d'infliger des blessures mortelles, à lui ou à ses partisans. [Mon but est] d'interpréter et d'éclairer vos croyances et votre personnalité afin que nous puissions mieux comprendre notre propre culture, notre propre histoire et, finalement, notre propre psychologie. C'est à cette tentative constructive d'analyser la nature et les sources des erreurs de Freud que mon titre se réfère principalement. Il discute de l'influence de l'otolaryngologiste Wilhelm Fliess et du biologiste Ernst Haeckel sur Freud.
Selon Webster, tandis qu'Ernest Jones écrivait La Vie et l'Œuvre de Sigmund Freud (1953-1957) dans le but déclaré de corriger une « légende mendiante » (v. o. mendacious legend) à propos de Freud, Jones remplaça cet aspect négatif par une légende positive. Webster soutient que Jones, « n'a pas hésité à retoucher la réalité partout où elle semblait être en conflit avec le portrait qu'il cherchait à créer ». Webster soutient que bien que l'ouvrage de Peter Gay intitulé Freud, une vie (1988) se présente comme un exercice objectif d'érudition historique, et prend en compte les défaillances de la psychanalyse et les erreurs de Freud, Gay adopte une attitude révérencieuse envers Freud, en préservant les mythes créés par les biographes précédents autour de lui. Webster appelle ces mythes la « légende de Freud » (v.o. Freud's legend). Il suggère que la réception très positive de ce livre démontre la persistance de la légende de Freud, notant qu'à quelques exceptions comme Peter Swales, de nombreux critiques l'ont félicité, en particulier en Grande-Bretagne. Pour lui, son attrait pour les partisans de la psychanalyse réside dans sa vision favorable des idées freudiennes.
Il soutient les arguments développés par Gilbert Ryle contre les philosophies mentalistes dans La  Notion d'esprit (1949), suggérant qu'ils impliquent que « les théories de la nature humaine qui rejettent l'évidence du comportement et se réfèrent uniquement ou principalement à des événements mentaux invisibles ne seront jamais en mesure de percer les mystères les plus importants de la nature humaine ». Webster écrit que le philosophe allemand Adolf Grünbaum, dans Les fondements de la psychanalyse (1984), a été critiqué par Frank Cioffi, qui rejette l'image que Grünbaum donne de Freud en tant que philosophe investigateur de la psychologie humaine. Webster soutient que bien que le livre contienne une critique très pertinente de Freud, il a été surévalué par les critiques de la psychanalyse en raison de son style excessivement théorique et abstrait, et a également éloigné l'attention de sujets tels que le caractère de Freud. Webster compare l'ancien psychanalyste Jeffrey Moussaieff Masson, auteur de The Assault on Truth (1984) à The Freudian Fallacy (1983) d'E. M. Thornton, trouvant les deux auteurs hostiles envers Freud et la psychanalyse. Cependant, il suggère que Masson a maintenu une vision partiellement positive de Freud. Webster a crédité Masson de quelques contributions à l'histoire de la psychanalyse, mais écrit que son argument central n'a pas convaincu ni l'établissement psychanalytique ni la plupart des critiques de Freud. En effet, Masson accepte que Freud ait formulé la théorie de la séduction infantile sur la base de souvenirs de séduction fournis par ses patients, ce que contestent des chercheurs comme Cioffi, Thornton, Han Israëls et Morton Schatzman, qui affirment que le récit original de Freud à propos de ses méthodes thérapeutiques suggère que ce n'est pas ce qui s'est passé. Selon Webster, la théorie de la séduction de Freud soutenait que les épisodes de séduction infantile n'auraient un effet pathologique que si la victime n'en avait aucun souvenir conscient, et le but de ses séances thérapeutiques n'était pas d'écouter des souvenirs librement offerts mais d'encourager ses patients à découvrir ou à construire des scènes dont ils n'avaient aucun souvenir. Webster reproche à Masson d'avoir encouragé la propagation du mouvement de la mémoire traumatique retrouvée, en laissant entendre que la plupart voire que tous les cas graves de névrose sont causés par des abus sexuels sur des enfants, que les psychanalystes orthodoxes sont collectivement engagés dans un déni massif de ce fait, et qu'un effort collectif tout aussi massif pour retrouver les souvenirs douloureux de l'inceste est nécessaire.
Webster décrit la critique The Memory Wars (1995) de Frederick Crews comme l'une des contributions les plus significatives au débat sur la thérapie de la mémoire traumatique. Webster écrit que l'ouvrage du psychologue Hans Eysenck, Decline and Fall of the Freudian Empire (1985), contient de nombreuses critiques convaincantes de Freud, mais il critique Eysenck pour avoir accepté sans recul l'argument d'Elizabeth Thornton selon lequel la patiente de Joseph Breuer Anna O. a souffert de méningite tuberculeuse. Webster écrit que certains des arguments de Thomas Szasz dans The Myth of Mental Illness (1961) sont similaires aux siens, mais il n'est pas d'accord avec son opinion selon laquelle l'hystérie est un problème émotionnel et les patients de Jean-Martin Charcot ne seraient pas vraiment des malades mentaux. Webster conclut qu'aucune « critique négative » de la psychanalyse ne peut constituer une « réfutation adéquate » des théories de Freud, parce que « les mauvaises théories ne peuvent être expulsées que par de meilleures théories ».

## Histoire de la publication
L'édition originale Why Freud Was Wrong a été publié pour la première fois en 1995 par HarperCollins. Une édition avec un ajout de préface a été publiée en 1996. En 2005, une édition avec un nouveau post-scriptum a été publiée par The Orwell Press. L'ouvrage a été traduit en français, espagnol, portugais, russe et hongrois.
Le titre de l'édition française, Le Freud inconnu, ne constitue pas une traduction exacte de celui de la version originale.[réf. nécessaire]

## Réception

### Médias
Why Freud Was Wrong reçoit des critiques positives de Genevieve Stuttaford dans Publishers Weekly, du psychiatre E. Fuller Torrey dans National Review, et du critique David Lodge dans Commonweal. Une critique mitigée émane de Dennis G. Twiggs dans Library Journal, et une critique négative de l'historien Frank McLynn dans New Statesman & Society.
Le livre a également été critiqué par Brenda Grazis dans The New York Times Book Review, par le biographe Paul Ferris dans The Spectator, par le psychologue Stuart Sutherland dans Times Higher Education Supplement, par R. H. Balsam dans Choice, par le psychiatre Bob Jonhson dans le New Scientist, par Kate Chisholm dans TES, Sarah Boxer dans The New York Times Book Review, et il est cité par le journaliste Bob Woffinden dans The Guardian.
Stuttaford a décrit ce livre comme « une formidable critique des théories de Freud et la pratique psychanalytique moderne ». Torrey a décrit le livre comme « académique et substantiel ». Il a suggéré que Webster s'était bien adapté à la tâche consistant à discuter des racines chrétiennes des idées de Freud, et l'a crédité d'avoir fourni une discussion détaillée du caractère de Freud qui a révélé ses « traits désagréables », bien qu'il ait considéré dans son commentaire que Freud avait une « attitude parfois moins que scrupuleuse envers la vérité » comme un euphémisme. Il a considère que sa discussion sur le mouvement de la mémoire retrouvée est l'une des sections les plus intéressantes du livre. Cependant, il lui reproche de ne pas avoir davantage discuté de l'influence culturelle des théories freudiennes, de ne pas avoir abordé « les enseignements misogynes de Freud » et leurs effets sur le féminisme, et de ne pas avoir fourni suffisamment d'informations à propos de la consommation de cocaïne par Freud.
Lodge considère ce livre comme « exceptionnellement fouillé, lucide et bien argumenté », ainsi qu'« intellectuellement passionnant » et « stimulant », et note qu'il est lié à « un projet ambitieux de véritable science de la nature humaine ». Il écrit qu'il est impossible de le lire « sans voir son respect pour Freud ébranlé et diminué ». Cependant, il ajoute qu'« il est possible d'en tirer des enseignements sans accepter la thèse de Webster selon laquelle les idées de Freud sont totalement sans valeur ». Il accepte l'argument de Webster selon lequel la croissance du mouvement psychanalytique correspond étroitement au développement historique des religions, mais écrit que cela ne discrédite pas nécessairement la psychanalyse.
Twiggs décrit ce livre comme lisible, et écrit qu'il a présenté un argument efficace et rival de celui du psychiatre Henri Ellenberger dans La découverte de l'inconscient (1970). Cependant, il critique Webster pour ne pas aborder le fait que la psychanalyse a ajouté une « dimension critique à une théorie croissante du comportement humain et de la spiritualité ».
McLynn décrit ce travail comme « le livre le plus étrange que j'ai vu depuis des années ». Il écrit que Webster lance « l'attaque la plus sauvage jamais lancée contre Freud et la psychanalyse », et présente une tentative confuse et éclectique de développer une théorie générale de la nature humaine. Selon lui, le livre ne répond pas aux « déclarations grandioses » faites par ses éditeurs. Il reproche à Webster de soutenir que les maladies mentales sont des maladies organiques mal diagnostiquées, de critiquer les médecins et les psychiatres malgré son manque de qualifications médicales, de proposer des explications conjecturales des cas d'hystérie et de schizophrénie, d'insister de manière déraisonnable « pour que Freud nous fasse connaître [...] chaque étape de son travail avec les patients », et de mal comprendre la psychanalyse. Il trouve les critiques de Webster sur des concepts tels que la « rage inconsciente » peu convaincantes, l'accuse d'avoir des « incohérences internes » et écrit qu'il a « l'habitude déconcertante de citer des autorités anti-freudiennes pour étayer un argument, puis de s'en prendre à elles pour affirmer que le reste de leur argument anti-freudien est faux ».
Woffinden déclare que Why Freud Was Wrong est « peut être le livre le plus connu de Webster ».

### Commentaires dans des revues scientifiques et académiques
Why Freud Was Wrong a reçu une recension positive dans le Journal of the History of the Behavioral Sciences, une recension mixte de Peter Swales dans Nature, et une recension négative de Hannah S. Decker dans Isis. Le livre a également été commenté par John S. Callender dans le British Medical Journal, par le psychanalyste John Lawrence dans le Journal of Social Work Practice, et par le biologiste évolutif George C. Williams dans The Quarterly Review of Biology.
Le Journal of the History of the Behavioral Sciences a décrit le livre comme une « contribution précieuse » à la compréhension de Freud et a crédité Webster d'une « étude approfondie de la vie et des œuvres de Freud, ainsi que des sources secondaires ».
Swales écrit que, bien que le livre soit annoncé sur sa couverture comme une biographie complète, Webster n'a pas élargi « la connaissance factuelle de la vie et de l'œuvre de Freud », mais s'est plutôt engagé dans une « polémique implacable » qu'il décrit comme « imparfaite dans ses simplifications » mais « mortelle dans son impact total ». Il considère le livre comme une contribution importante, bien qu'il soit largement une œuvre dérivée. Il considère que l'évaluation que Webster fait de Freud en tant que personne est « provocante mais défendable ». Il note que Webster, bien sans avoir de formation médicale, a soutenu que la patiente de Breuer, Anna O., souffrait d'un « grave trouble neurologique » et que « l'ensemble de ses symptômes florides ont subi une rémission spontanée les uns après les autres ». Il reconnaît à Webster le mérite d'avoir exposé de nombreuses absurdités « empiriques et logiques » dans les vues de Freud, et d'avoir constitué un dossier généralement solide contre Freud. Cependant, il est moins convaincu par la tentative de Webster de minimiser l'originalité de Freud, qu'il trouve « lassante ». Il affirme que Webster n'est pas familier de l'histoire des idées dans l'Allemagne et l'Autriche du XIXe siècle et que son approche est trop « anglo-centrée ». Il lui reproche de ne consacrer qu'une demi-page aux années les plus formatrices intellectuellement de Freud et d'ignorer les lettres de Freud écrites pendant cette période. Il considère que Webster, à la suite de Frank Sulloway, a raison de souligner que le développement des théories de Freud après 1896 a été principalement inspiré par des hypothèses tirées de la biologie contemporaine. Cependant, il a soutenu que Webster était « inconscient des antécédents de Freud en biologie » et a conclu à tort que c'était Fliess, plutôt que Haeckel, qui avait amené Freud à accepter l'idée que l'ontogenèse récapitule la phylogenèse. Il reproche à Webster de ne pas avoir pris en compte les sources de la théorie freudienne telles que Thomas Carlyle. Il considère que les efforts de Webster pour créer une « nouvelle psychologie », basée sur le néo-darwinisme, ne sont pas convaincants et écrit que Webster n'a pas réussi à expliquer en quoi elle consisterait.
Decker écrit que Webster fait preuve d'une « maîtrise louable de la littérature secondaire », mais décrit son livre comme un « ouvrage de nihilisme total » et écrit qu'il contient « de nombreuses erreurs factuelles » et qu'il est difficile de le prendre au sérieux. Decker admet que certaines des objections de Webster à l'égard de Freud « avaient une certaine substance », mais selon elle, il a détruit la validité de ces points en les poussant à l'extrême. Elle donne comme exemple la façon dont Webster est passé de la constatation correcte que Freud « a harcelé certains de ses patients pour qu'ils lui donnent les preuves qu'il cherchait », à la conclusion incorrecte selon laquelle tous les récits de séduction et de fantasmes de ses patients étaient des reconstructions de Freud, sapant ainsi une observation solide. Elle est d'accord avec Webster pour dire que tous les rêves ne sont pas des souhaits exaucés, mais lui reproche de ne pas reconnaître que les psychanalystes ont depuis longtemps abandonné la croyance selon laquelle ils le seraient. Elle considère que Webster est naïf ou ignorant lorsqu'il nie que « les émotions peuvent produire des phénomènes corporels », et elle critique sa discussion sur le traitement de sa patiente Anna O..

### Autres évaluations
Why Freud Was Wrong a été décrit comme « brillant » par le psychiatre Anthony Storr et le biographe Jonathan Gathorne-Hard
,, et comme « définitif » par le philosophe Raymond Tallis, mais il a été critiqué pour des lacunes en matière d'érudition et d'argumentation par le critique Elaine Showalter.
Dans une préface à l'édition de 1998 de The Assault on Truth, publiée pour la première fois en 1984, Masson écrit que Why Freud Was Wrong a été acclamé. Cependant, il a reproché à Webster de l'avoir rendu responsable de l'intérêt actuel pour les souvenirs retrouvés, écrivant que son intérêt pour l'écriture de The Assault on Truth n'avait rien à voir avec la récupération de souvenirs, et qu'il n'a pas abordé le sujet en profondeur. Masson a soutenu que Webster avait tort d'affirmer qu'il n'y a aucune preuve que l'un des patients de Freud ait été abusé sexuellement. Il a également critiqué les vues de Webster sur la mémoire retrouvée, écrivant qu'elles ignoraient des preuves pertinentes. Le psychologue Louis Breger considère certains des points abordés par Webster comme précieux, mais il conclut que Webster, comme certains autres critiques de Freud, saute trop souvent « de critiques valables de l'œuvre de Freud à une condamnation entière ». Le philosophe Mikkel Borch-Jacobsen et le psychologue Sonu Shamdasani déclarent que la rédaction de Why Freud Was Wrong a été rendue possible grâce à une nouvelle bourse accordée sur Freud, et a fait partie des Freud Wars, une controverse en cours sur la psychanalyse.

#### Articles
- R. H. Balsam, « Why Freud was wrong (Book Review) », Choice, vol. 33,‎ 1996
- Sarah Boxer, « Flogging Freud », The New York Times Book Review, no August 10, 1997,‎ 1997
- John C. Burnham, « Briefly noted », Journal of the History of the Behavioral Sciences, vol. 33, no 4,‎ 1997, p. 437-439
- John S. Callender, « Medicine and books », British Medical Journal, vol. 312, no 7029,‎ 1996
- Kate Chisholm, « Paperbacks », TES, no 4171,‎ 1996
- Hannah S. Decker, « Book Reviews: Nineteenth Century », Isis, vol. 91, no 1,‎ 2000
- Paul Ferris, « More matter with less art », The Spectator, vol. 275, no 8726,‎ 1995
- Brenda Grazis, « Adult books: Nonfiction: Philosophy & psychology », Booklist, vol. 92, no 2,‎ 1995
- Bob Johnson, « Collected works », New Scientist, vol. 150, no 2027,‎ 1996
- John Lawrence, « Why Freud Was Wrong: Sin, Science and Psychoanalysis », Journal of Social Work Practice, vol. 11, no 1,‎ 1997
- David Lodge, « Critics' choices for Christmas », Commonweal, vol. 123, no 21,‎ 1996
- Frank McLynn, « Simple-minded savagery », New Statesman & Society, vol. 8, no 371,‎ 1995
- Genevieve Stuttaford, « Forecasts: Nonfiction », Publishers Weekly, vol. 242, no 33,‎ 1995
- Stuart Sutherland, « Original sin and a messiah of unoriginal thought », The Times Higher Education Supplement, no 1198,‎ 1995
- Peter Swales, « Once a cigar, always a cigar », Nature, vol. 378, no 6552,‎ 1995, p. 107–108 (DOI 10.1038/378107a0 )
- E. Fuller Torrey, « History of an Illusion », National Review, vol. 47, no 25,‎ 1995
- Dennis G. Twiggs, « Book reviews: Social sciences », Library Journal, vol. 120, no 13,‎ 1995
- George C. Williams, « Why Freud was wrong (Book Review) », The Quarterly Review of Biology, vol. 73, no 1,‎ 1998

#### Articles en ligne
- Bob Woffinden, « Richard Webster Obituary », sur The Guardian, 31 juillet 2011 (consulté le 2 août 2011)